# Phyllanthus parvifolius
Phyllanthus parvifolius là một loài thực vật có hoa trong họ Diệp hạ châu. Loài này được Buch.-Ham. ex D.Don miêu tả khoa học đầu tiên năm 1825.